# Емі Тан
Емі Тан, Амі Тан (англ. Amy Tan; кит.: 譚恩美; 19 лютого 1952, Окленд) — американська письменниця китайського походження. У своїй творчості досліджує зв'язок між матір'ю і донькою і їхні стосунки, також зустріч і взаємодію американської та китайської цивілізацій.

## Біографія
Емі Тан народилася в сім'ї китайських імігрантів. Її батько, Джон Тан, працював електриком і виконував функції священнослужителя в баптистській церкві, її мати Дейзі свого часу була змушена покинути своїх дітей від попереднього шлюбу в Шанхаї. Ця пригода стала основою для сюжету виданого 1989 р. дебютного твору «Клуб веселощів і удачі» (The Joy Luck Club), який того ж року газета Нью-Йорк Таймс назвала бестселером.
В сім'ї Джона і Дейзі було троє дітей. Наприкінці 1960-х у віці 16 років від пухлини мозку помер старший брат Емі. Того ж року від цієї ж хвороби помер її батько. Після цієї сімейної трагедії Дейзі переїздить разом з Емі і її молодшим братом до Швейцарії, де Емі завершує середню освіту. Там вона дізнається про перший шлюб її матері в Китаї і про дітей від цього шлюбу. 1987 року Емі відвідала Китай разом з Дейзі, де нарешті зустрілася зі своїми сестрами.
Емі Тан вивчала англійську і мовознавство в університеті Сан-Хосе (диплом магістра гуманітарних наук, 1974 р.) і в університеті Берклі, штат Каліфорнія.
Емі Тан мешкає в Саусаліто (Каліфорнія) зі своїм чоловіком — Луїсом де Маттеї італ. Louis DeMattei, за якого вийшла заміж у 1974-му.

### Романи і повісті
- Клуб веселощів і удачі [Архівовано 6 лютого 2016 у Wayback Machine.] (The Joy Luck Club) (1989)
- Дружина Бога Кухні (The Kitchen God's Wife) (1991)
- Сто таємних почуттів (The Hundred Secret Senses) (1995)
- (Two Kinds) (2000)
- Донька костоправа (The Bonesetter's Daughter) (2001). Перше видання мало назву «Донька косторіза» (The Bonecutter's Daughter). В книжці не йдеться про костоправів.
- Не дати рибі потонути (Saving Fish from Drowning) (2005)

### Книжки для дітей
- Пані з Місяця (The Moon Lady), (1992)
- Китайська сіамська кішка (Sagwa, the Chinese Siamese Cat), (1994)

### Інші твори
- The Opposite of Fate: A Book of Musings (2003)
- Mid-Life Confidential: The Rock Bottom Remainders Tour America With Three Cords and an Attitude (with Dave Barry, Stephen King, Tabitha King, Barbara Kingsolver) (1994)
- Mother (with Maya Angelou, Mary Higgins Clark) (1996)
- The Best American Short Stories 1999 (Editor, with Katrina Kenison) (1999)

## Переклади
- Клуб веселощів і удачі [Архівовано 6 лютого 2016 у Wayback Machine.] (The Joy Luck Club). Перша публікація українською: журнал «Всесвіт», № 9/10. 2005. Переклав Сергій Снігур